# Jacques-Michel Coupé
Pour les articles homonymes, voir Coupé.
Jacques-Michel Coupé, né le 2 décembre 1737 à Fins (département de la Somme), mort le 8 mai 1809 à Chevreuse (ancien département de Seine-et-Oise, actuel département des Yvelines), est un ecclésiastique et homme politique de la Révolution française.  

## Introduction
Sous l'Ancien Régime, Jacques-Michel Coupé est professeur de rhétorique au collège de Cambrai entre 1765 et 1772. Entre 1774 et 1792, il est curé de la paroisse de Sermaize.  

### Mandat à la Législative
La France devient une monarchie constitutionnelle en application de la constitution du 3 septembre 1791. Le même mois, Jacques Michel Coupé est élu député du département de l'Oise, le cinquième sur douze, à l'Assemblée nationale législative.
Il siège sur les bancs de la gauche de l'Assemblée. Dès le début de son mandat, il est admis au club des Jacobins dès le début de son mandat. En février 1792, il vote en faveur de la mise en accusation de Bertrand de Molleville, le ministre de la Marine. En avril, il vote pour que les soldats du régiment de Châteauvieux, qui s'étaient mutinés lors de l'affaire de Nancy, soient admis aux honneurs de la séance. En août, il vote en faveur de la mise en accusation du marquis de La Fayette.
La monarchie prend fin à l"issue de la journée du 10 août 1792 : les bataillons de fédérés bretons et marseillais et les insurgés des faubourgs de Paris prennent le palais des Tuileries. Louis XVI est suspendu et incarcéré, avec sa famille, à la tour du Temple. 

### Mandat à la Convention
En septembre 1792, Jacques-Michel Coupé est réélu député du département de l'Oise, le premier sur douze, à la Convention nationale. Il ne saurait être confondu avec son collègue et homonyme Gabriel Couppé, député Girondin des Côtes-du-Nord décrété d'arrestation en juillet 1793.
Il siège sur les bancs de la Montagne. Lors du procès de Louis XVI, il vote la mort, et rejette l'appel au peuple et le sursis à l'exécution de la peine. En avril 1793, lors du scrutin sur la mise en accusation de Jean-Paul Marat, il s'abstient de voter : « je déclare que je ne puis voter ainsi sur le sort d'un représentant du peuple, quant à présent ». En mai, il vote contre le rétablissement de la Commission des Douze. 
En septembre, il est élu président du club des Jacobins. En brumaire an II (novembre 1793), il renonce à sa pension d'ancien curé. En frimaire (décembre) cependant, Coupé est exclu du club des Jacobins sur motion de Philippe Fabre d'Églantine pour s'être opposé au mariage des prêtres. 
Auteur d’un projet d’organisation de l’Instruction publique, il critique tous les autres plans dans un ouvrage intitulé Observations sur les différents projets d’Instruction publique, notamment ceux proposés par Lakanal et Condorcet. Il fait tout une série de propositions, certaines adoptées, d’autres non, sur les questions de culture et d’instruction.

### Mandat aux Cinq-Cents
En vendémiaire an IV (octobre 1795), sous le Directoire, Jacques-Michel Coupé est réélu député et siège au Conseil des Cinq-Cents. Il est tiré au sort pour quitter le Conseil en prairial an VI (mai 1798). 

## Les influences de Coupé de l'Oise
Coupé de l’Oise est un membre important du club des Jacobins. Les idées de ce club s’expriment à l’Assemblée par la voix des députés Montagnards comme Danton et Robespierre. Coupé est élu à la Convention, en tête des candidats de l’Oise. Ses influences en matière de philosophie et de politique émanent directement du courant de pensée du droit naturel moderne le plus radical. Coupé est d’ailleurs qualifié par Ikni de « chrétien éclairé ».

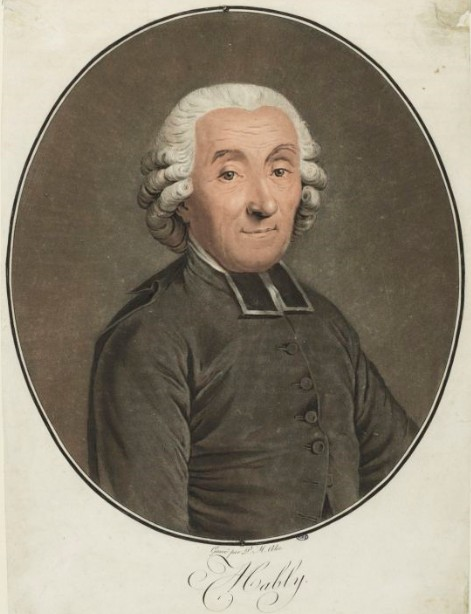
Gabriel Bonnot de Mably,
(musée de la Révolution française).

Coupé est donc inspiré du droit naturel moderne. Il donne une interprétation moderne du thomisme. Le thomisme est à la base un courant de pensée philosophique ouvert sur une théologie faisant référence à Saint Thomas d’Aquin. Locke, Kant ou Descartes dialoguent directement ou indirectement avec des formes de thomisme de leur temps. La valeur fondamentale de cette philosophie, qui entraîne certains penseurs à se réclamer du thomisme, est l’opposition au matérialisme. Mais c’est après la contre réforme catholique du concile de Trente que la scolastique et le thomisme connaissent un renouveau. C’est d’ailleurs à l’école de Salamanque que le commentaire du thomisme entraîne l’apparition du droit naturel moderne. L’école de Salamanque et les actions de Bartolomé de las Casas affirment le principe de l’unité du genre humain : l’individu naît libre et doit le demeurer.
Ainsi, la pensée de Coupé est plus influencée par Locke que par Rousseau. Coupé pense que l’homme garde certains de ces droits naturels en société alors que Rousseau affirme que l’homme abandonne tous ses droits lors du contrat social, sinon il y aurait inégalité entre les hommes. Mais ce point est contestable si l’on admet, comme Locke, la réciprocité universelle de tous les droits naturels. Ces droits ne changeraient strictement rien aux conventions si ce n’est, comme l’affirme Mably, ainsi que Coupé, que parmi ces droits naturels, il y a le droit à l’insurrection.
Coupé est donc influencé aussi par Mably, ce qui lui permettra d’affirmer la primauté du pouvoir législatif sur le pouvoir exécutif. Il critique aussi le libéralisme et le matérialisme bourgeois dans sa version économiciste.
Les principaux thèmes de la théorie du droit naturel moderne, auxquels Coupé adhère, sont donc :
- L’égalité, le droit s’applique de la même façon pour tous, condition nécessaire pour que puisse exister la justice, garante de l’ordre social. Un droit naturel est universel (il s’applique potentiellement à tous les hommes), réciproque (il ne constitue pas un privilège réservé à certains), légitime (il est immoral de le violer).

- La liberté, valeur principale du droit naturel, qu’on l’exprime comme indépendance de l’individu, autonomie de la personne, droit à ne pas être contraint, protection de la sphère privée, inaliénabilité de la volonté, propriété de soi-même, droit de sécession (individuel ou collectif), droit à ne pas être emprisonné arbitrairement, etc.

- La responsabilité, être libre suppose qu’on puisse répondre de ses actes ; chacun étant libre, sa liberté est limitée naturellement par celle des autres.

- Le droit à la vie, ou droit à l’existence, entendu, non pas comme un droit à l’assistanat, mais comme l’interdiction d’attenter à la vie d’une autre personne (le « tu ne tueras point » du Décalogue, qu'on retrouve dans tous les codes juridiques antiques) et le droit de se protéger d’une agression (légitime défense).

- La propriété, le droit pour chacun de disposer à sa guise de ce que son propre effort et son action ont produit, dans la limite des droits légitimes d’autrui.

- L’individualisme, à la base, seul l’individu est sujet de droit. Toute entité collective (association, entreprise, syndicat, église…) est légitime tant qu’elle n’est pas coercitive envers ses membres ni envers les autres.

Pour Coupé, le fondement du lien social est la nature de l’homme et non la propriété matérielle. Il définit la relation entre les hommes qui serait alors le moment fondateur du droit naturel. Il explique sa vision dans son œuvre, De la morale, écrit à l’an III du calendrier républicain (1794). Pour Coupé, la tendance humaine à la socialité n’est pas en contradiction avec l’indépendance, mais en est comme le prolongement. Cela nous renvoie d’ailleurs à la description platonicienne des relations humaines, la bienveillance mutuelle s’expliquerait par l’absence d’inégalités.
Coupé désigne aussi l’état antique de la société politique, c'est-à-dire la république gréco-romaine, par le concept d’économie naturelle des rapports humains. Cet état harmonique reposait alors sur la morale, définie comme la conscience de l’ordre par Coupé, conjuguant la vertu (rapport entre les hommes) et la piété (rapport au cosmos, à Dieu). Cependant, cet état d’économie naturelle paraît révolu, il laisse alors place à l’organisation d’une économie sociale. L’économie sociale se définirait par un pacte social entre les droits dont l’homme jouit naturellement et la sphère publique détenant ce qui tient aux intérêts communs de tous les hommes. Par ce concept, Coupé s’oppose aux théories libérales des économistes, et en particulier des Girondins. Il soutient la domination du législatif sur l’exécutif et dénonce de ce fait l’utilisation de la loi martiale pour réprimer les défenseurs de l’économie sociale. Car cette économie sociale, comme nous l’avons définie, s’oppose aux inégalités fondées sur la propriété matérielle. Le politique doit donc favoriser l’harmonie sociale et non une autonomie illusoire du peuple. Coupé, par cette vision, se range près des robespierristes.
Coupé participe alors à la tentative des robespierristes de fonder le politique dans les limites du pacte social, avec l’exercice du droit naturel moderne, réglé par la réciprocité universelle. La construction de ce politique doit éviter toute forme d’autonomisation de ce dernier par rapport à ce qui le fonde, c'est-à-dire le peuple souverain. Cette conception n’est donc en aucun point anarchiste, elle est réglée par des limites strictes qui sont celles de la liberté et de l’égalité, autant universelle que réciproque. D’ailleurs, Robespierre affirmait que la France ne commençait à se républicaniser que depuis le 10 août 1792, c'est-à-dire depuis la liquidation du pouvoir exécutif. Coupé, lui, répudie le concept de gouvernement comme la marque du despotisme, et défend l’administration de la chose publique, la res publica. Ces théories rejoignent celles de Locke qui affirme que la souveraineté populaire prime sur le despotisme ou la tyrannie, et conjugue les droits de l’homme avec les droits des peuples. 
Ce concept de souveraineté populaire n’est pas seulement un projet politique définit par et pour les politiques, ce concept se constate aussi dans la pensée populaire. Le peuple, durant la Révolution, est politisé et comprend tout à fait ce qui se passe dans le domaine politique.

## Le projet politique de Coupé
En 1792, Jacques Michel Coupé développe son projet politique d’économie sociale, inspiré de la théorie de Mably : stricte contrôle de l'exécutif exercé par simple délégation, promotion du législatif et surtout contrôle étroit du pouvoir central par le peuple réuni dans des assemblées chaque année. 
Coupé repousse aussi la division des pouvoirs. Pour lui, le judiciaire, tout d’abord, n’est pas un pouvoir. En effet, le judiciaire n’est que l’application de lois sur la justice. On peut donc définir le pouvoir judiciaire comme une branche du pouvoir exécutif. De plus, le pouvoir exécutif, pour Coupé, n’est qu’une délégation exercée par mandat du corps législatif, les mandataires l’exerçant à tour de rôle. Ainsi, seul subsiste le pouvoir législatif, dont le rôle est de préparer les lois et de les proposer au peuple qui les sanctionne ou les valide en dernier ressort. Ce contrôle des mandataires par le peuple ne doit pas être perçu comme une inquiétude. Coupé explique d’ailleurs que si le mandataire est honnête, il n’a rien à craindre, seul le mandataire indigne de son poste doit craindre le contrôle souverain, c'est-à-dire le peuple.
Mais paradoxalement, Coupé, qui prône la surveillance et le contrôle du pouvoir central, accorde sa confiance aux pouvoirs locaux. La tutelle du pouvoir central sur les pouvoirs locaux est qualifiée de despotique. Coupé est en faveur d’un pouvoir central important car étroitement surveillé, ainsi que d’une autonomie locale imposante, comme les différences locales sont importantes à ses yeux. Le pouvoir central ne doit pas dicter la conduite des pouvoirs locaux.
Un autre aspect du projet politique définit par Coupé est la volonté de suppression de l’armée de métier, et l’armement général et permanent des citoyens. Coupé rejette alors la justice distributive venue d’en haut, et donne à la société les moyens de résister elle-même à toute dérive oppressive du pouvoir politique. Ainsi, nous constatons que les Jacobins et surtout les robespierristes n’entendaient pas séparer, dans la nouvelle société, les droits de l’homme et ceux du citoyen.
Coupé, quant à lui, en réclamant le remplacement du gouvernement par l’administration de la chose commune et l’abolition de la justice d’état, veut empêcher la constitution d’un pouvoir politique biaisé, et corrompu. Cette démarche, nous dit Ikni, exprimerait la nostalgie de la communauté primitive, plus que la volonté d’assumer la modernité politique. Cependant, Coupé développe un discours cohérent pour l’époque, une construction égalitaire émanant des courants révolutionnaires. Son projet politique d’un pouvoir sous haute surveillance populaire est inséparable des propositions sociales que les robespierristes expriment. L’ensemble constitue une alternative à la domination des possédants qui mettent le politique au service d’une économie essentiellement utilitaire, et risquent la mise en place d’une violence inégalitaire. Lorsque le gouvernement, au sens classique et traditionnel du terme, réapparait et que les maîtres ne sont plus au service de l’avantage commun, ils ont besoin de la force pour garder le pouvoir et introduisent donc la violence et l’oppression. Pour légitimer l’utilité, ils calomnient le peuple. Pourtant, Coupé justifie le nouveau moyen de gouverner qu’il propose par l’expérience révolutionnaire. Le peuple a prouvé sa force et sa maturité à se gouverner lui-même en renversant l’ancien ordre public d’ancien régime.

## Publications
Coupé publia de nombreux textes dont :
- Observations sur les différents projets d’Instruction publique
- Rapport sur le maximum du prix à établir pour les denrées et marchandises de première nécessité, fait au nom de la Commission des subsistances [de la Convention nationale le 23 septembre 1793], Paris : Impr. nationale, 1793, in-8°, 7 p., et 1795-1796, 7 p. Texte en ligne ; l’auteur met en avant la nécessité d’abandonner la loi de l’offre et de la demande et de fixer aux marchandises un prix maximum laissant cependant au commerce légitime une certaine liberté d’action[18]
- De la morale, 1794
- Nouveau fourrage [la spergule] propre à entretenir et augmenter l’abondance du lait et du beurre pendant l’arrière saison [imprimé en vertu du décret du 25 vendémiaire, sous la Convention nationale], Paris : Impr. nationale, 1795, 4 p.